# Sisoès le Grand (cuirassé)
Pour les articles homonymes, voir Sisoès.
Le Sisoès le Grand  (en russe : Сисой Великий, Sisoï Veliki), est un pré-dreadnought cuirassé construit pour la Marine impériale russe. Sa carrière dans la marine est très brève (1894-1905). Il participe à la répression menée en 1900 contre les Boxers. Il prend part à la guerre russo-japonaise (1904-1905). Ce conflit lui est fatal : il est sabordé le 28 mai 1905. Il a été nommé en l'honneur de Sisoès le Grand, le saint chrétien du Ve siècle.

## Historique

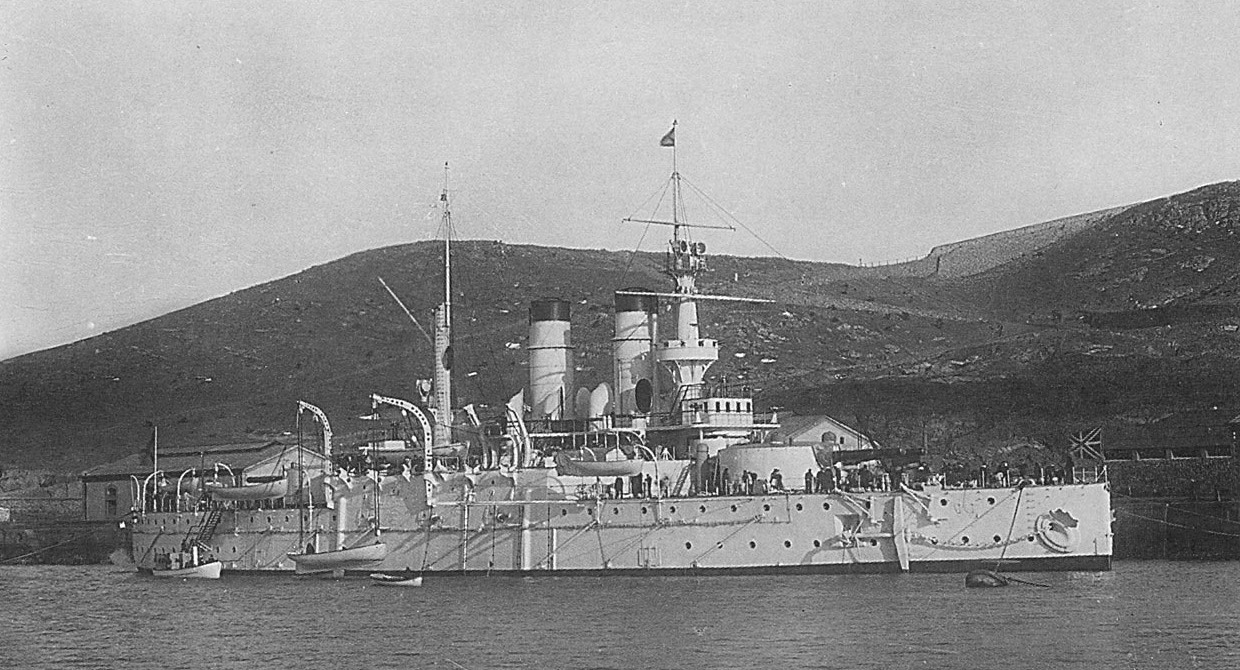
Le Sisoï Veliki, 1892 - 1905

Le 23 septembre 1896, le Sisoès le Grand effectue ses premiers essais en mer. Il atteignit une vitesse de 15,5 nœuds (28,706 km/h). En 1897, la déclaration de guerre contre l'Empire ottoman étant imminente, l'Amirauté russe accéléra l'armement du cuirassé. Cette précipitation fut la cause d'importants défauts dans le mécanisme des canons. Malgré cela le navire mit le cap sur la mer Méditerranée. Il est intégré à l'escadre placée sous le commandement du kontr-admiral Messner. Le 3 mars 1897, au cours d'un tir effectué à l'arrière du cuirassé, une violente explosion se produisit, provoquant la mort de seize marins, et quinze sont grièvement blessés. Une commission spéciale est nommée pour enquêter sur les causes de ce tragique accident. Elle découvrit l'origine de l'explosion : l'obturateur du canon refusait de se fermer. Elle constata aussi d'autres défauts. Les réparations sont effectuées dans la port de Toulon entre mars et décembre 1897.
Pendant cette période, la situation en Extrême-Orient se dégrada et les relations russo-japonaises s'envenimèrent. En 1897, deux croiseurs, le Russie et le Vladimir Monomaque, furent dépêchés en Extrême-Orient. Le 22 décembre 1897, le Grand Sissoï et le Navarin appareillèrent à leur tour pour l'Extrême-Orient et jetèrent l'ancre, le 16 mars 1898, à Port-Arthur. En 1900, le Grand Sissoï prit part à la répression menée contre les Boxers. Le navire participa à la prise de Shangaï avec les forces internationales en présence et la même année, à Pékin, il remplit une mission de protection pour les missions diplomatiques.
En décembre 1901, le Grand Sissoï fut affecté à l'escadre de l'amiral Grigori Tchoukhnine (1846-1906). De retour en mer Baltique, on effectua des réparations et une modernisation sur le cuirassé. Il jeta l'ancre à Libava en avril 1902. Il participa ensuite à la parade navale donnée en l'honneur de la visite du président Émile Loubet. Sa mission terminée en juin 1902, le Grand Sissoï regagna le port de Kronstadt pour subir de nouvelles réparations. Sa remise en état ayant pris un grand retard, les travaux de réfection n'étaient toujours pas achevés au moment de la déclaration de guerre russo-japonaise de 1904. Pour permettre au cuirassé de gagner l'Extrême-Orient, les réparations furent effectuées en hâte. À peine furent-elles achevées que le Grand Sissoï prit la mer pour sa dernière mission.

## Naufrage duGrand Sissoï
Au matin du 27 mai 1905, la deuxième flotte russe du Pacifique rencontra la flotte japonaise. Après quelques évolutions, le cuirassé Prince Souvorov battant pavillon de l'amiral Rojestvenski engagea le combat avec son homologue nippon, le Mikasa (amiral Togo). Ainsi débuta la célèbre et désastreuse bataille de Tsushima. Quant au Grand Sissoï il naviguait un peu en arrière, dans le sillage de l’Osliabia, en tête de la ligne gauche. Attaqué par les croiseurs-cuirassés de l'amiral Kamimura, il pointa ses canons vers ces derniers et ses obus de 305 mm atteignirent l’Ivate.
Dans l'après-midi, une explosion à bord endommagea l'ouverture du couvercle du tube lance-torpille situé à la proue du navire. Quarante-cinq minutes plus tard, quatorze obus de 305 mm et de 203 mm atteignirent le cuirassé, tuant vingt marins et en blessant quarante-six autres. Un incendie se déclara à bord et les émanations de gaz provenant de l'obus de 203 mm envahirent la chaufferie, provoquant un début de panique chez les marins russes. La lutte contre le feu s'engagea tandis que le Grand Sissoï s'efforçait de rejoindre les autres navires, qui avaient pris de l'avance. À 17 h, l'incendie fut maîtrisé mais les hommes échouèrent à colmater les trous dans la proue. Bien qu'il embarquât des paquets d'eau, le Grand Sissoï réussit à regagner le convoi russe et se plaça dans le sillage du cuirassé côtier Navarin. Les membres des équipages des autres navires lancèrent des Hourra en apercevant le navire. Le gros du combat se déplaça vers le nord, autour de la première division russe (cuirassés Souvorov, Alexandre III, Borodino et Orel). Il s'ensuit une accalmie pour la deuxième division, dont faisait partie le Sisoès le Grand. On peut alors mener quelques réparations.
Mais après la destruction presque totale de la première division - seul l'Orel flotte encore - les Japonais reviennent à la charge. Du côté russe, le commandement passe à l'amiral Nébogatov, sur le cuirassé Empereur Nicolas Ier, qui hisse le signal « suivez-moi » et cherche à s'échapper à la faveur de la nuit tombante avec ce qui restait de la flotte russe.
Mais alors que les vaisseaux intacts filaient à bonne allure, ceux qui étaient endommagés à des degrés divers finissent par se laisser distancer ; parmi eux, le Sisoès le Grand mais aussi le Navarin et l’Amiral Outchakov. Leur isolement était d'autant plus irrémédiable qu'une partie des croiseurs qui auraient dû les escorter avaient pris la fuite vers des ports neutres. Par la suite, l'amiral Oskar Enkvist eut à répondre de sa désertion.
La nuit était tombée et la flotte de ligne japonaise se retire, laissant la place aux torpilleurs.
À 23 h 30, le Sisoès le Grand, désormais esseulé, reçut une torpille qui lui endommagea le gouvernail. La nuit durant, il se traîna péniblement en direction de l'Île Tsushima. 

### Le matin du 28 mai 1905
Après avoir constaté l'importance des dommages  (le navire ne pouvait se maintenir à flot), le capitaine de 1er rang (grade correspondant à celui de colonel dans l'infanterie ou l'armée de l'air) Emmanuel Vassilievitch Ozerov, commandant du navire, chercha à s'échouer sur les plages de Tsushima mais à 7 h 20, trois cuirassés, un croiseur et un destroyer de la flotte japonaise s'approchèrent du Sisoès le Grand. Désemparé et presque désarmé, celui-ci n'était plus qu'une proie facile. À 10 h 5, il coula à trois milles du cap Andrievsky. Ce naufrage causa la mort de trente-neuf marins. Le capitaine Emmanuel Ozerov fut capturé par l'ennemi avec les survivants de son équipage.

## Nombre de victimes à bord duSisoès le Grand
- 59 personnes et plus de cinquante blessés.

## Commandant duSisoès le Grand
- Capitaine 1er rang Manuel Vassilievitch Ozerov